# 벽화
벽화(壁畵)는 글자 그대로는 "벽에 그린 그림"을 가리키지만, 실질적으로는 벽, 천장, 기둥 등 커다란 표면에 직접 인공적으로 그린 예술 작품을 가리킨다. 궁전, 사원, 교회, 동굴, 무덤 따위의 벽에 그린 그림을 가리키기도 한다.

## 고분벽화
벽화의 고분은 묘실(墓室)의 벽면에 그림이 그려진 고분이다. 귀족이나 왕족의 커다란 묘에 초상이나 생전의 생활, 사후 세계를 그린 것이 많다. 고분벽화는 당시 사회상과 사상 등이 표현된 것이 많으므로 역사 기록으로도 매우 귀중한 역사 자료이다. 고분벽화는 동굴벽화와 더불어 가장 오래된 회화 형태이다. 한국에서는 낙랑의 219호분, 고구려의 안악 3호분, 각저총, 무용총 등에 초상을 비롯 각종 생활 모습, 4신(四神), 일월성신 등을 그리고 있다. 백제시대의 무덤 가운데는 송산리 6호분, 능산리 2호분 등이 있다.

## 고대 암벽화
한국의 암벽이나 바위에 새겨진 암각화(Petroglyph)로는 울산광역시소재 울주 대곡리 반구대 암각화, 고령 장기리 암각화 등이 있다.

## 사진

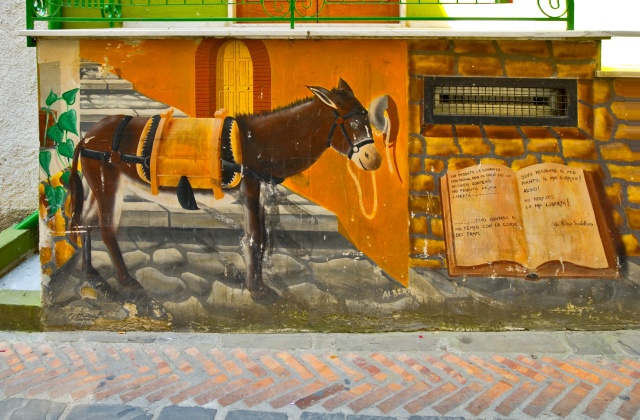
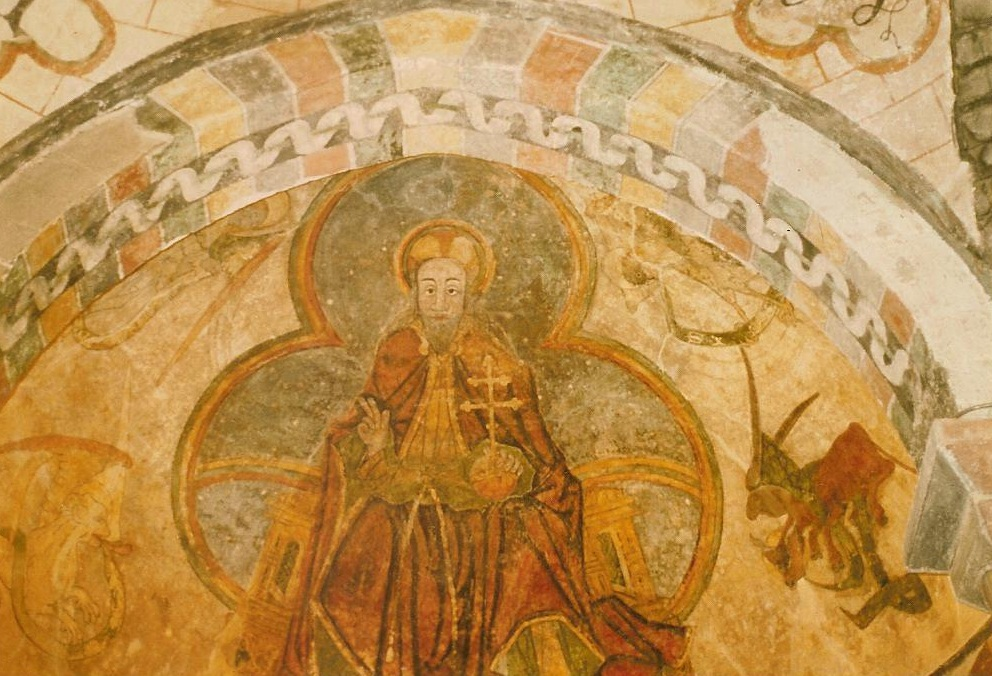
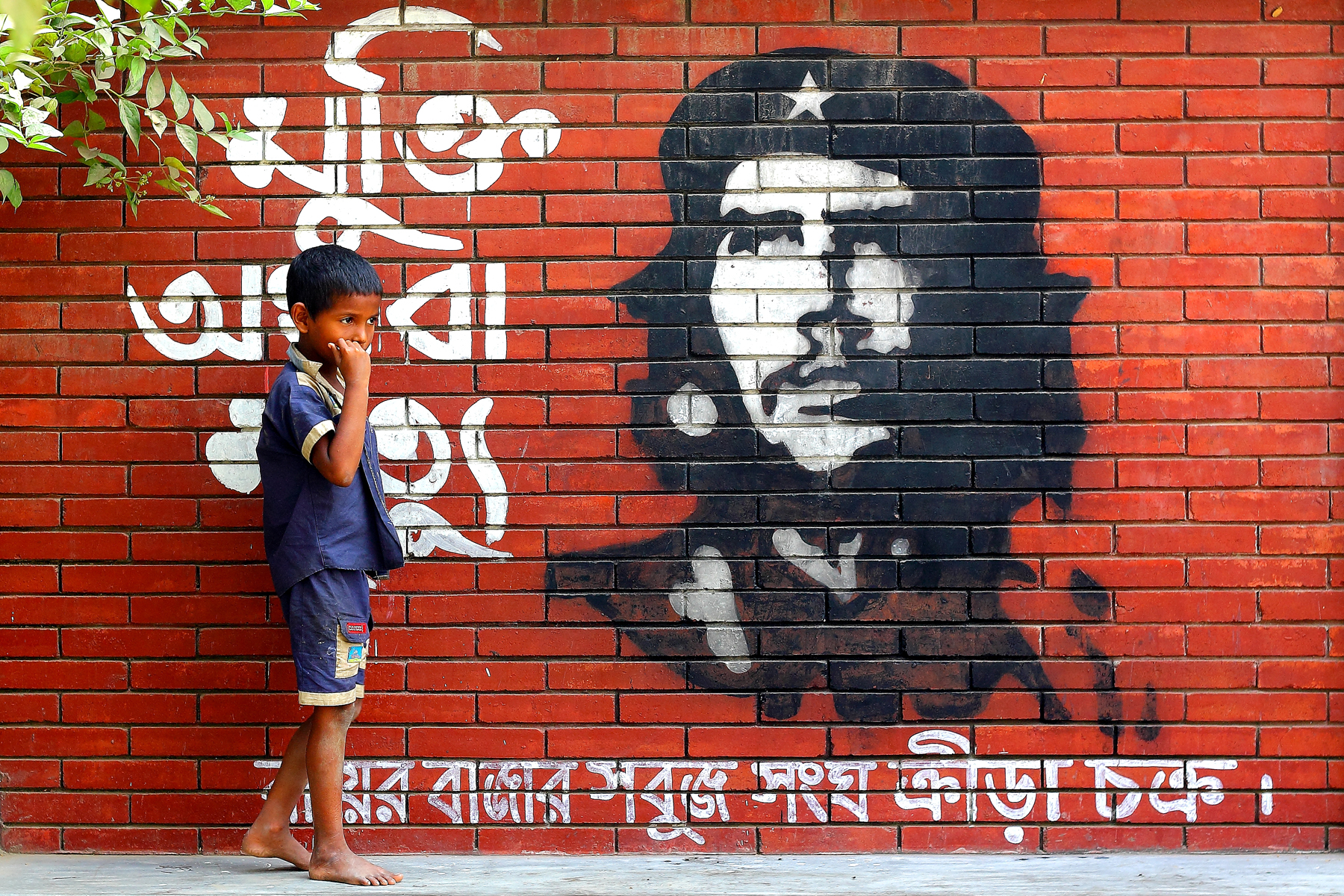
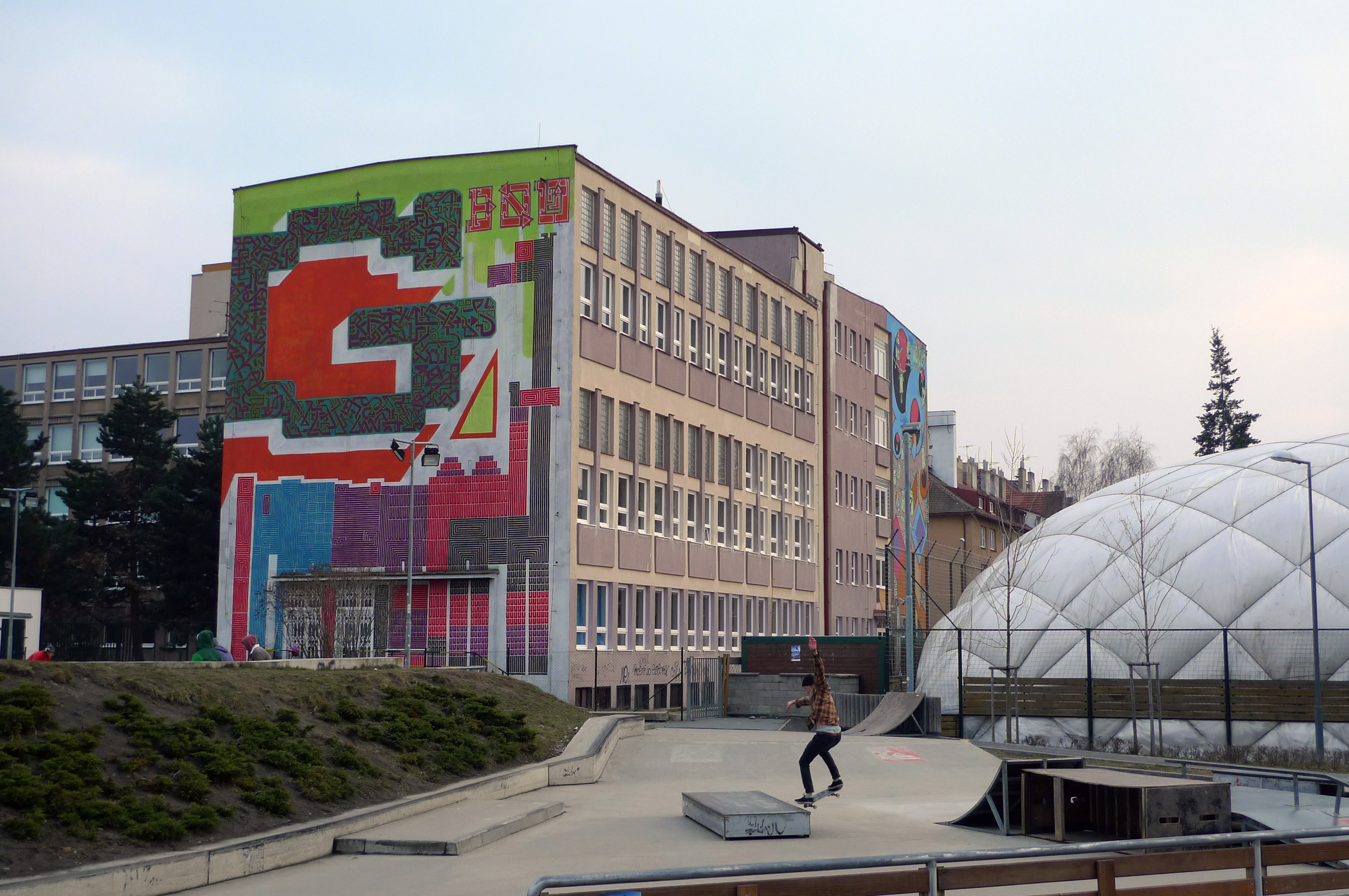
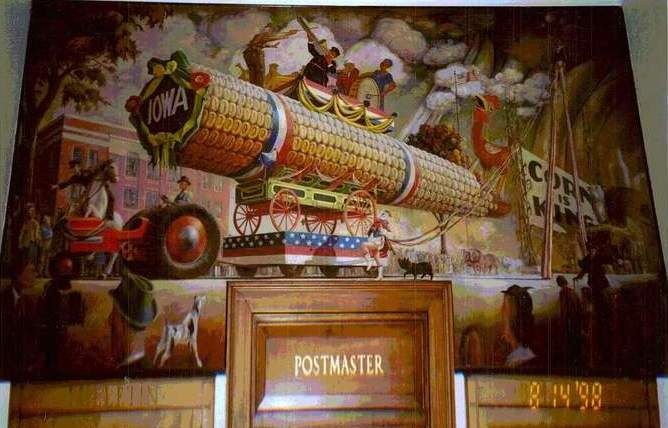
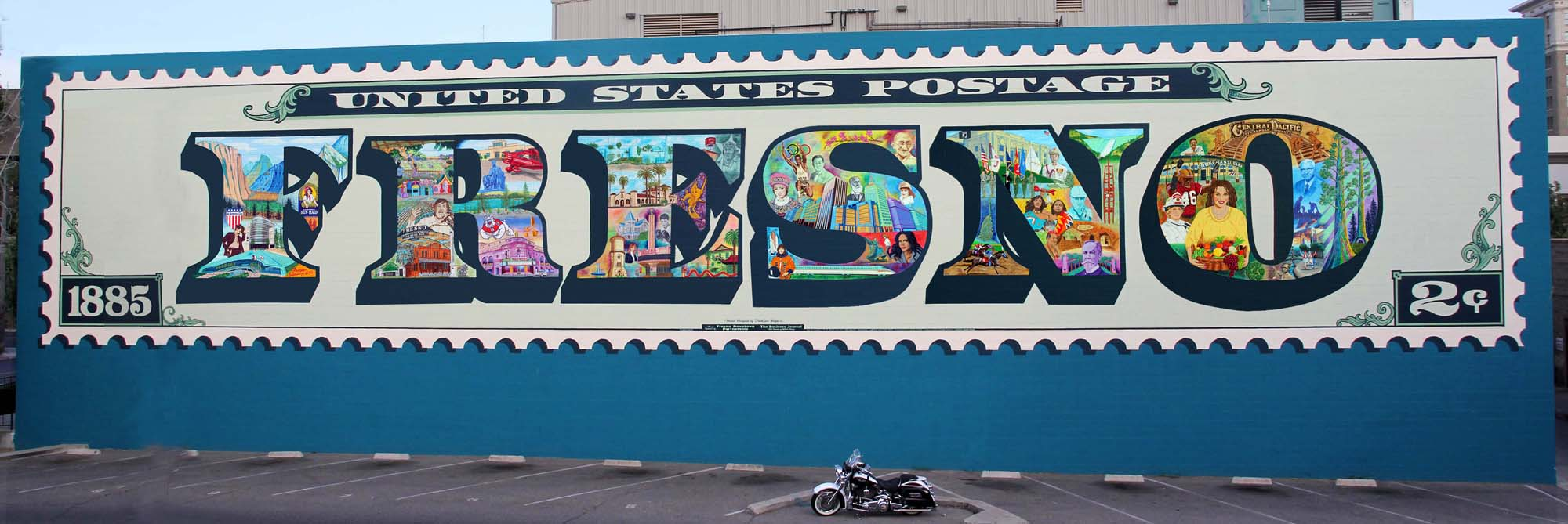

## 같이 보기
- 아프라시압 궁전 벽화
- 낙서